# 第85回凱旋門賞

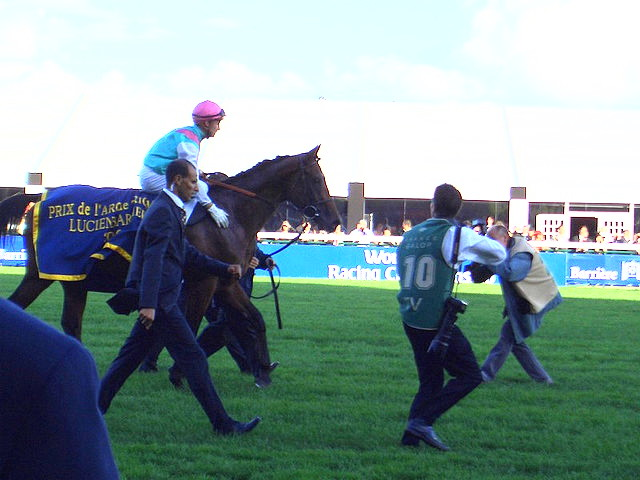
優勝馬レイルリンク

第85回凱旋門賞（だい85かいがいせんもんしょう）とは、2006年10月1日にパリのロンシャン競馬場第7競走として芝2400メートルで行われた競馬の競走である。

## 条件
- 発走：17時35分（日本時間2日0時35分）
- 賞金総額：2,000,000ユーロ（1着賞金1,142,800ユーロ）
- 出走条件：3歳以上牡牝
- 天候：晴
- 馬場硬度：3.0(Bon[注 1])

## レース施行時の状況
実際に出走したメンバー以外にも有力馬が登録していたが、エプソムダービー馬のサーパーシーは直前になって回避し、エプソムオークス馬のアレクサンドローヴァとヴェルメイユ賞に優勝したマンデシャは牝馬限定のオペラ賞に出走することになった。また、ヨーロッパ競馬界の2大馬主であるクールモアグループがハリケーンラン1頭、ゴドルフィンはエレクトロキューショニストが急死したこともあり出走馬なしとなった。
地元フランスのリーディングトレーナー（首位調教師）アンドレ・ファーブル厩舎から3頭が出走。その中でもハリケーンランは前年の同競走の優勝馬であり、同年もイギリスのキングジョージ6世&クイーンエリザベスダイヤモンドステークスを優勝していた。シロッコは前年にアメリカのブリーダーズカップ・ターフを勝ち、同年もコロネーションカップでウィジャボードを破っていた。この同厩舎の2頭は凱旋門賞の前哨戦フォワ賞で対決し、ハリケーンランは直線でいちどもムチを使わないなど互いに余裕を残した競走内容ではあったものの、シロッコがハリケーンランをクビ差抑えて勝利していた。3頭目のレイルリンクは3歳馬で、同年7月のパリ大賞典でG1（グループ1競走）初勝利。3歳馬限定の凱旋門賞前哨戦であるニエル賞も勝って4連勝で臨んでいた。主戦のクリストフ・スミヨン騎手がシロッコを選んだため、ステファン・パスキエ騎手に乗り替わることとなり、離された4番人気だった。
この3頭以外の出走馬はというと、6歳牝馬のプライドは同年になってから花開いた遅咲きで、サンクルー大賞典ではハリケーンランを破りG1（グループ1競走）初勝利。前走のフォワ賞は3着だった。また、イギリスから遠征してきた3歳馬シックスティーズアイコンはセントレジャーステークス優勝馬であった。地元フランスのアイリッシュウェルズはG2（グループ2競走）のドーヴィル大賞典優勝馬、ベストネームはG3（グループ3競走）のプランスドランジュ賞優勝馬であった。

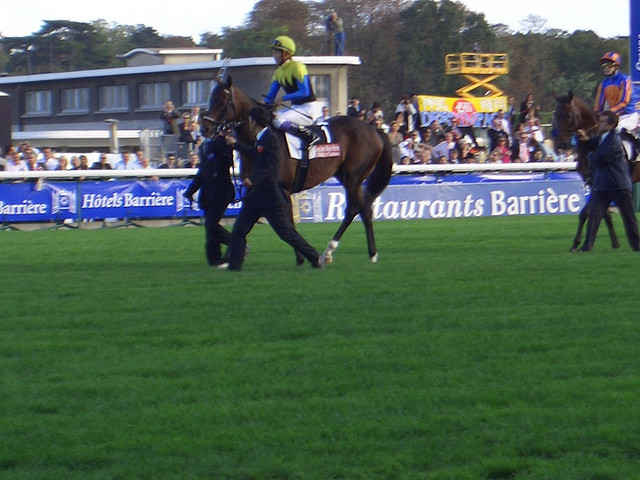
ディープインパクト（本馬場入場時）

日本からはディープインパクトが出走。前年の中央競馬三冠馬であり、この年も天皇賞（春）、宝塚記念を勝利してフランスへやって来た。騎乗した武豊騎手は前日のG2（グループ2競走）で帯同馬（競走馬の遠征の際に同行する馬）のピカレスクコートに騎乗し日本の条件馬ながら2着と健闘、G1（グループ1競走）のフォレ賞でも2着に入っていた。
同馬の凱旋門賞挑戦のために、日本中央競馬会 (JRA) では馬券は購入できないにもかかわらず凱旋門賞の宣伝CMを放送するほどの熱の入れようであり、NHKも地上波で生中継することとなった（同競走の地上波生中継は過去にフジテレビがシリウスシンボリの挑戦のため放送した第65回の1回のみ）。この競走のテレビ中継の平均視聴率は関東地区で16.4パーセント、関西地区で19.7パーセント、さらに瞬間最高視聴率は関東地区で22.6パーセント、関西地区で28.5パーセントとなり、深夜にもかかわらず高視聴率を記録した。入場者も約60,000人のうち日本人が1割を占める6,000人と発表されている。しかし日本人が競馬場開門と同時にスタンドにめがけて走ったこと（いわゆる「開門ダッシュ」）、レーシングプログラムを取るため配布場所に押し寄せたことなどは、イギリスやフランスでは競馬場に社交場という一面があるため、日本人のマナーの悪さとして問題になった。日本国内でもウインズ後楽園・ウインズ道頓堀・プラザエクウス渋谷の3箇所でパブリックビューイングを行ったが、2,000人以上の観客が集まった。
前売り段階ではイギリス大手のブックメーカーはハリケーンラン、シロッコ、ディープインパクトの3頭を3 - 4倍程度に設定した。しかし現地フランスに押し寄せた大量の日本人客により、パリミュチュエル方式で発売されるフランスギャロ（凱旋門賞の主催者）の最終オッズではディープインパクトが1.5倍、次いでハリケーンランとシロッコの5倍にまで変化したという。

## 出走表
| 馬 番 | 枠 番 | 馬名 （生産国）                           | 調教国   | 性齢 | 斤量 (kg) | 騎手                                       | 調教師                                              |
| 1     | 2     | ディープインパクト Deep Impact ()         | 日本     | 牡4  | 59.5      | 武豊 Yutaka Take                           | 池江泰郎 Yasuo Ikee                                 |
| 2     | 1     | ハリケーンラン Hurricane Run ()           | フランス | 牡4  | 59.5      | キーレン・ファロン Kieren Fallon           | アンドレ・ファーブル Andre Fabre                    |
| 3     | 6     | シロッコ Shirocco ()                      | フランス | 牡5  | 59.5      | クリストフ・スミヨン Christophe Soumillon  | アンドレ・ファーブル Andre Fabre                    |
| 4     | 5     | プライド Pride ()                         | フランス | 牝6  | 58        | クリストフ・ルメール Christophe Lemaire    | アラン・ド・ロワイエ＝デュプレ Alain de Royer-Dupre |
| 5     | 4     | レイルリンク Rail Link ()                 | フランス | 牡3  | 56        | ステファン・パスキエ Stephane Pasquier     | アンドレ・ファーブル Andre Fabre                    |
| 6     | 8     | シックスティーズアイコン Sixties Aicon () | イギリス | 牡3  | 56        | ランフランコ・デットーリ Lanfranco Dettori | ジェレミー・ノスィーダ Jeremy Noseda                |
| 7     | 7     | アイリッシュウェルズ Irish Wells ()       | フランス | 牡3  | 56        | ドミニク・ブフ Dominique Boeuf             | フランソワ・ロオー Francois Rohaut                  |
| 8     | 3     | ベストネーム Best Name ()                 | フランス | 牡3  | 56        | オリビエ・ペリエ Olivier Peslier           | ロベール・コレ Robert Collet                        |

## 競走内容
大きな乱れもなくスタートが切られた。ディープインパクトはよすぎるほどの好発を見せ、先頭に立ってしまう。これはヨーロッパの競馬はスローペースで進むことが多く、日本の競馬に比べるとスタートが遅いためである。いちどは先頭に立ったディープインパクトだったが、外のアイリッシュウェルズを行かせて2番手。
8頭立てということと、思い切っていく馬がいなかったためもありスローペースの一団でレースは進む。しかしディープインパクトは日本では常に最後方に構えていた馬であり、レイルリンクがディープインパクトの後方につけた。800メートル（メートル。以下も同じ）あたりでシロッコが行きたがったためシロッコに譲り3番手に後退。その後はしばらく順位の動きもなく淡々と進むがじょじょにペースは上がり、最後の直線手前のフォルスストレート（パリロンシャン競馬場の項を参照）で騎手は持ったままだが早めに動いてしまった。
最後の直線。残り500メートルから前の2頭と3頭併走でディープインパクトが先頭。残り300メートルで前の2頭を交わしたが、ディープインパクトをマークしていたレイルリンクが外から襲いかかった。そこからしばらく2頭は激しい追い比べを見せた。残り200メートル付近ではレイルリンクがやや前に出ていたが、残り100メートルではディープインパクトがいったん差し返しを見せるも力尽き、残り50メートルでは完全にレイルリンクに交わされ、残り20メートル付近では2頭の直後に付けていたプライドにも交わされ3着に終わった。レースは上がり5ハロンが推定56秒と5ハロンの重賞並みの時計が出ていて、先行馬には厳しい流れとなり総崩れとなった。
勝ったレイルリンクは道中は完全にディープインパクトの直後につけていた。ディープインパクトが早めに動いてもついて行き、追い出しも早めだったがディープインパクトの外に持ち出すと加速がつき、一気に並びかけ、競り落とした。
プライドは最後の直線まで最後方で我慢していた。直線は早くもばててしまった馬を交わしたがディープインパクトとレイルリンクが壁になっており、残り300メートルでは5番手。残り200メートルでレイルリンクの外に持ち出すとそこから伸びを見せ、決勝線手前でディープインパクトを交わして2着に食い込んだ。
一方、三強と呼ばれたうちのハリケーンランは道中はディープインパクトの内に入る4番手で進んだが、前がまったく開かず馬の反応も悪く、4着が精いっぱいだった。シロッコは前述のように2番手を進んだが、ディープインパクトに交わされるとその後はズルズル後退してしまい、最下位8着に沈んだ。（以上は競走当日の入線順位）
勝ったレイルリンクはフランス国外で生産された馬としては前年のハリケーンランに続く18頭目の凱旋門賞優勝。ステファン・パスキエ騎手は凱旋門賞初勝利。アンドレ・ファーブル調教師は前年に続く連覇で調教師最多の7勝目（2位は4勝で3人）。馬主のハーリド・ビン・アブドゥッラーは3勝目。
その後、同年10月19日に、レース後の理化学検査でディープインパクトの体内から禁止薬物イプラトロピウムが検出されたとフランスギャロが発表し、同馬は失格となった。詳細はディープインパクト禁止薬物検出事件を参照。

## 競走結果
| 着順 | 馬名                | 勝ち時計    |
| 1着  | Rail Link (GB)      | 2:26.30     |
| 2着  | Pride (FR)          | クビ        |
| 3着  | Hurricane Run (IRE) | 1/2 + 2 1/2 |
| 4着  | Best Name (GB)      | 2           |
| 5着  | Irish Wells (FR)    | 短クビ      |
| 6着  | Sixties Icon (GB)   | 4           |
| 7着  | Shirocco (GER)      | 1 1/2       |
| 失格 | Deep Impact (JPN)   | 3位入線     |

※主催者のフランスギャロは勝ち時計について当初は2:31.70としていたが、2:26.30に訂正した。